# Gli amanti (film 1958)
Gli amanti (Les amants) è un film del 1958 diretto da Louis Malle.
La pellicola è liberamente tratta dal racconto Senza domani di Vivant Denon.

## Trama
Jeanne Tournier è sposata con Henri, direttore di un giornale di provincia e vive in un castello nei pressi di Digione.
Stanca del matrimonio e della vita in provincia, Jeanne ha come evasione quella di recarsi una volta la settimana dall'amica d'infanzia Maggy, a Parigi dove fa la conoscenza di Raoul, un campione di polo con il quale intraprende una relazione che si trascina, però, anch'essa, tra la noia e l'insoddisfazione.
Henri scopre il fatto e, irritato dalla situazione, insiste perché siano Maggy e Raoul a recarsi una volta tanto da loro. Jeanne deve accettare, ma la sera in cui i due ospiti arrivano, ha un guasto alla sua auto e ritorna a casa, in ritardo, grazie al passaggio di un archeologo, Bernard, che viene invitato a fermarsi per la notte.
Quando tutti gli ospiti si sono ritirati nelle loro stanze, Henri e Raoul sperano che Jeanne li raggiunga. Ma la donna, invece, attirata dalla musica del giradischi rimasto acceso, scende nel salotto dove trova Bernard. Tra uno scambio di idee e una romantica passeggiata al chiaro di luna nel parco del castello i due scoprono delle affinità e trascorrono la notte insieme. Improvvisa e inattesa è scoppiata una passione travolgente tra i due.
Stanca del contegno del marito e di Raoul, il mattino seguente Jeanne parte con l'amante.

## Riconoscimenti
- Leone d'argento - Gran premio della giuria al Festival di Venezia